# Алексей Бутаков
Алексей Иванович Бутаков е руски военноморски деятел, контраадмирал (15 октомври 1867), един от първите изследователи на Аралско море.

## Произход и военноморска кариера (1816 – 1848)
Роден е на 19 февруари 1816 година в Кронщад, Руска империя, във фамилия, свързана с морето. Баща му е вицеадмирал служил при известния руски мореплавател Михаил Лазарев. Четиримата му братя също стават военноморски офицери.
През 1832 г., едва 16-годишен завършва Морския кадетски корпус и постъпва във флота. През 1838 г. е произведен в лейтенант и служи на фрегатите „Кастор“ и „Богатир“. От 1840 до 1842 г. извършва околосветско плаване по маршрута Кронщад – нос Добра Надежда – Камчатка – нос Хорн – Кронщад като командир на кораба „Або“.
Съвършено владеейки няколко чужди езика, Бутаков в оригинал чете трудовете на европейските историци и естествоизпитатели. Трудовете на Александър фон Хумболт събуждат интереса му към Аралско море, представляващо бяло петно на географската карта.

## Експедиционна дейност (1848 – 1864)
През 1848 г. Бутаков е назначен за началник на експедиция, целта на която е изследването на Аралско море. За тази цел в Оренбург е построена шхуната „Константин“ и в средата на годината е превозена на части и сглобена на брега на морето. В списъка с участниците в експедицията фигурира бъдещият известен поет и художник Тарас Шевченко, който по това време е заточен в Оренбург за антиправителствена дейност и четири военни топографа, в т.ч. Козма Данилович Рибин и Михаил Фьодорович Христофоров.
През лятото и есента на 1848 г. Бутаков описва и картира северните, западните и южни брегове на Аралско море, като на 8 септември, на 45º с.ш. открива островите Възраждане (216 км2), Комсомолски, Константин и др. и установява понижаването на нивото на морето. През лятото на 1849 г. изследва и картира източния бряг със заливите Шевченко, Тущибас и Чернишов, полуостровите Каратуп и Куланди и островите Толмачов, Белинсхаузен и Лазарев.
Още по време на експедицията на 27 януари 1849 г. Бутаков е задочно приет за действителен член на Руското географско дружество. През 1850 г. на базата на изследванията проведени от експедицията Хидрографския департамент на Морското министерство издава първата сравнително точна карта на Аралско море.
По-късните изследвания на Аралско море извършени от Бутаков преминават едновременно с воденето на бойни действия по присъединяването на средноазиатските държави към Русия и Аралската флотилия участва в тях. През 1855 г. изследва долното течение на река Сърдаря, през 1858 – 1859 г. – делтата и част от долното течение на Амударя до Нукус, а през 1863 г. – средното течение на Сърдаря на протежение от 807 км.

## Следващи години (1864 – 1869)
През 1864 г. Бутаков се завръща в Петербург и продължава службата си в Балтийския флот. На 15 октомври 1867 г. е произведен в контраадмирал, а след това командва ескадра в Средиземно море.
За изследванията си на Аралско море е избран за почетен член Берлинското географско дружество, а през 1867 г. Лондонското географско дружество му връчва златен медал.
През есента на 1868 г. Бутаков сериозно заболява, отива на лечение в чужбина и на 28 юли 1869 г. умира в Швалбах, Германия, на 53-годишна възраст.

## Памет
Неговото име носят:
- залив (46°44′ с. ш. 60°40′ и. д. / 46.733333° с. ш. 60.666667° и. д.) в северната част на Аралско море;
- нос на Аралско море.